# Гейнсвілл (Алабама)
Гейнсвілл (англ. Gainesville) — місто (англ. town) в США, в окрузі Самтер штату Алабама. Населення — 172 особи (2020).

## Географія
Гейнсвілл розташований за координатами 32°48′54″ пн. ш. 88°9′39″ зх. д. / 32.81500° пн. ш. 88.16083° зх. д. (32.814934, -88.160791).  За даними Бюро перепису населення США в 2010 році місто мало площу 4,45 км², уся площа — суходіл.

## Демографія

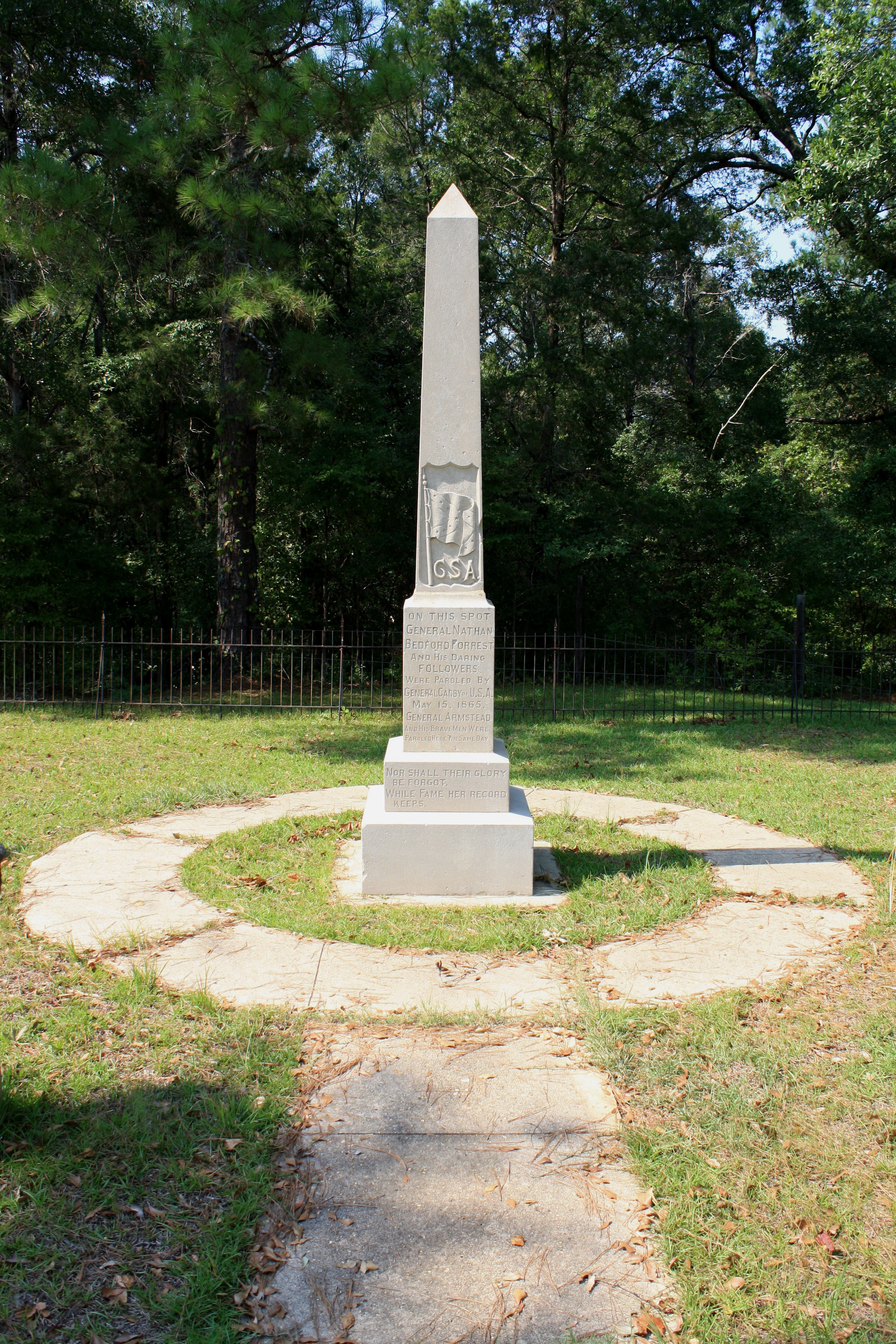
Пам'ятник у парку Гейнсвіль

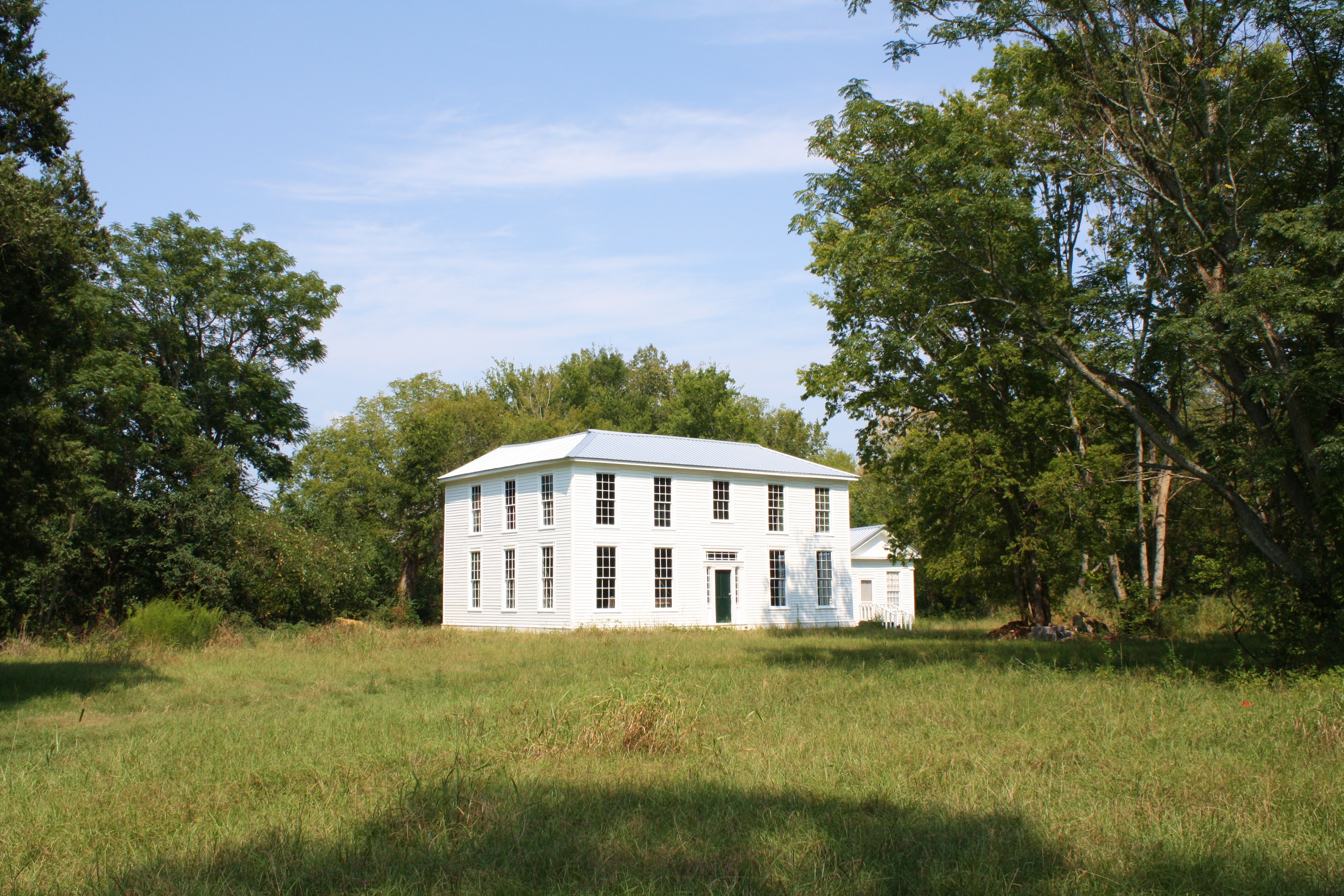
Будинок 1836 р.

Згідно з переписом 2010 року, у місті мешкало 208 осіб у 87 домогосподарствах у складі 53 родин. Густота населення становила 47 осіб/км².  Було 113 помешкання (25/км²).
Расовий склад населення:
| - 82,2 % — чорних або афроамериканців - 16,3 % — білих |

До двох чи більше рас належало 1,4 %. Частка іспаномовних становила 0,0 % від усіх жителів.
За віковим діапазоном населення розподілялося таким чином: 21,2 % — особи молодші 18 років, 62,9 % — особи у віці 18—64 років, 15,9 % — особи у віці 65 років та старші. Медіана віку мешканця становила 43,0 року. На 100 осіб жіночої статі у місті припадало 84,1 чоловіків;  на 100 жінок у віці від 18 років та старших — 86,4 чоловіків також старших 18 років.
Середній дохід на одне домашнє господарство  становив 30 250 доларів США (медіана — 14 444), а середній дохід на одну сім'ю — 37 785 доларів (медіана — 25 139). За межею бідності перебувало 40,9 % осіб, у тому числі 33,3 % дітей у віці до 18 років та 44,4 % осіб у віці 65 років та старших.
Цивільне працевлаштоване населення становило 56 осіб. Основні галузі зайнятості: освіта, охорона здоров'я та соціальна допомога — 32,1 %, виробництво — 16,1 %, оптова торгівля — 10,7 %, будівництво — 10,7 %.